# Ruta angustifolia
Ruta angustifolia — вид квіткових рослин родини Рутові (Rutaceae). лат. angustifolia — «вузьколистий».

## Опис
Багаторічна рослина 25–75 см заввишки, з прямостоячими стеблами. Листки чергові, трійчасті або двійчасті. Квіти мають жовті пелюстки. 2n = 40.

## Поширення
Населяє сухі луки, чагарники. Зростає в західному і центральному Середземномор'ї на схід до північно-західної частини колишньої Югославії.